# 에델펠트가
에델펠트가(스웨덴어: Edelfelt)는 스웨덴계 귀족 가문이다.
동예탈란드에서 기원한 가문으로, 중시조 요한 팔름(Johan Palm: 1637년–1700년)이 1688년 귀족으로 서임되면 사성받았고 이듬해 스웨덴 기사원에 1129번 의석을 가졌다.
건축가 칼 알베르트 에델펠트가 1833년 핀란드로 이주하여 1864년 핀란드 귀족으로 소속을 옮겨 핀란드 분가를 창시했다. 핀란드 기사원에 가진 의석 번호는 237번이었다.
핀란드 분가는 1910년 남계가 단절, 1934년 완전히 단절되었다. 스웨덴 본가는 1933년 남계가 단절, 1958년 여계까지 단절되었으나, 1896년 프랑스로 이주한 분가가 아직 살아있다고 한다.

## 출신 저명인물
- 칼 알베르트 에델펠트(1818년–1869년) - 건축가
- 알베르트 구스타브 에델펠트(1854년-1905년) - 화가
- 베르타 카롤리나 에델펠트(1869년–1934년) - 작가